# Fred Unger
Fred Willem Unger (geb. 19. März 1917 in Baden; gest. 21. Juni 2000 in Zürich) war ein Schweizer Architekt.

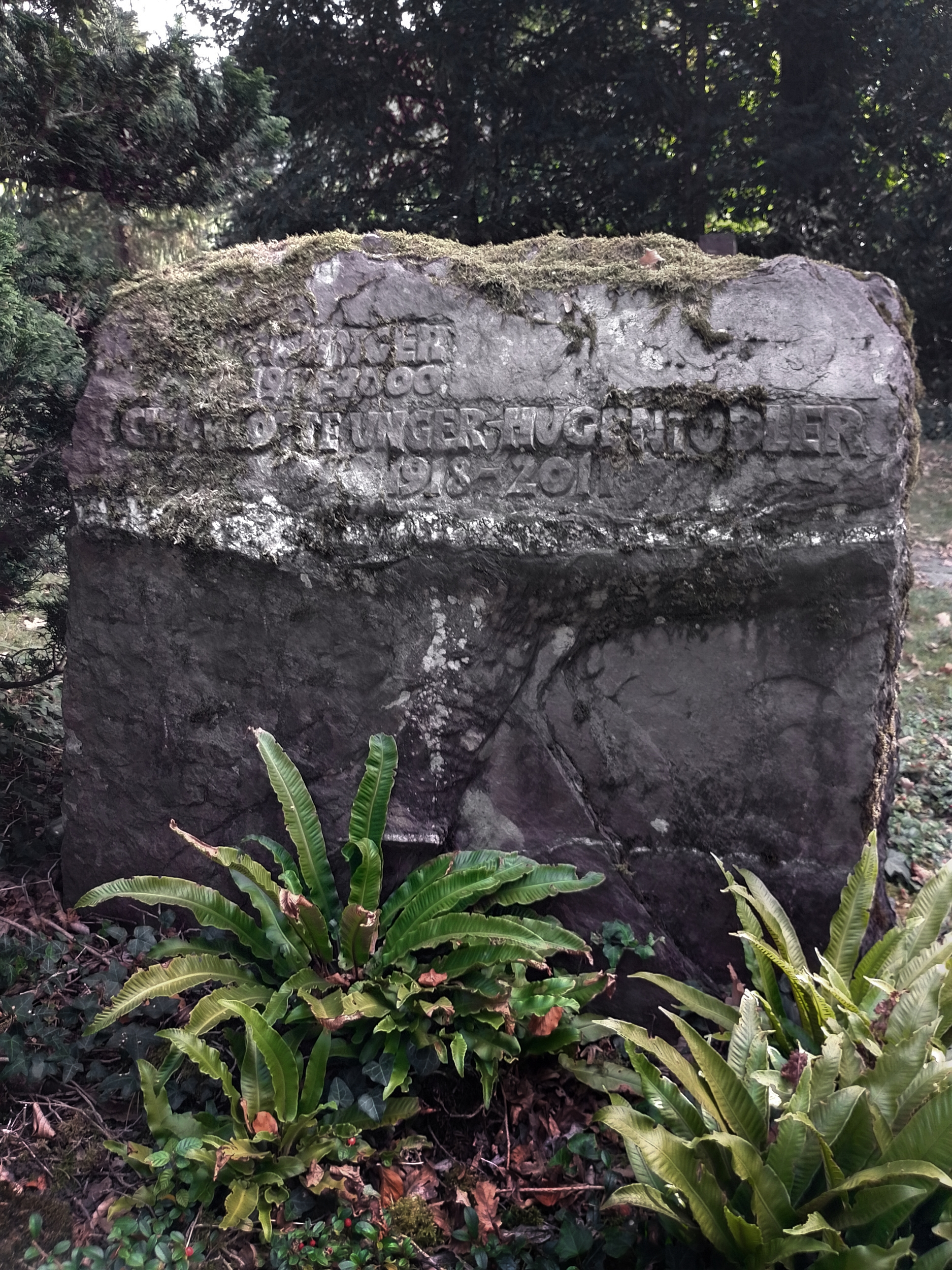
Grab, Friedhof Enzenbühl, Zürich

## Leben und Werk
Fred Unger studierte wie sein späterer Geschäftspartner Felix Baerlocher (1915–2000) in der Architekturabteilung der ETH Zürich. Nach dem Diplom arbeitete Unger als Praktikant bei Kellermüller & Hofmann. Ab 1942 arbeitete er im Büro von Ernst Hänny & Sohn in St. Gallen. 
1947 eröffneten Baerlocher und Unger ein gemeinsames Büro in Zürich. Von 1950 bis 1955 bildeten sie zudem eine Arbeitsgemeinschaft mit Architekten Von Ziegler und Balmer. 
Das Büro Baerlocher & Unger blieb bis Mitte der 1980er Jahre aktiv und führte Wohnsiedlungen, Mehrfamilienhäusern, Geschäftshäuser, Hotelbauten, Schulbauten und Umbauten von Bankgebäuden aus.
Ungar war mit Charlotte, geborene Hugentobler (1918–2011), verheiratet und fand seine letzte Ruhestätte auf dem Friedhof Enzenbühl in Zürich.